# نادين إرسجوفيتش
نادين إرسجوفيتش مواليد 2 فبراير 1973 في دلفت، هولندا، هي لاعبة كرة مضرب كرواتية سابقة بدأت مسيرتها كمحترفة سنة 1988 وكانت تلعب باليد اليمنى، اعتزلت اللعب في 1996. أعلى تصنيف لها في الفردي كان المركز الـ 61 في سنة 1993. أعلى تصنيف لها في الزوجي كان المركز الـ 215 في سنة 1993.

## روابط خارجية
- نادين إرسجوفيتش على موقع رابطة محترفات التنس (الإنجليزية)
- نادين إرسجوفيتش على موقع الاتحاد الدولي لكرة المضرب (الإنجليزية)
- نادين إرسجوفيتش على موقع كأس بيلي جين كينغ (الإنجليزية)
- نادين إرسجوفيتش على موقع خلاصة التنس.كوم (الإنجليزية)